# Vojtěch Cikrle

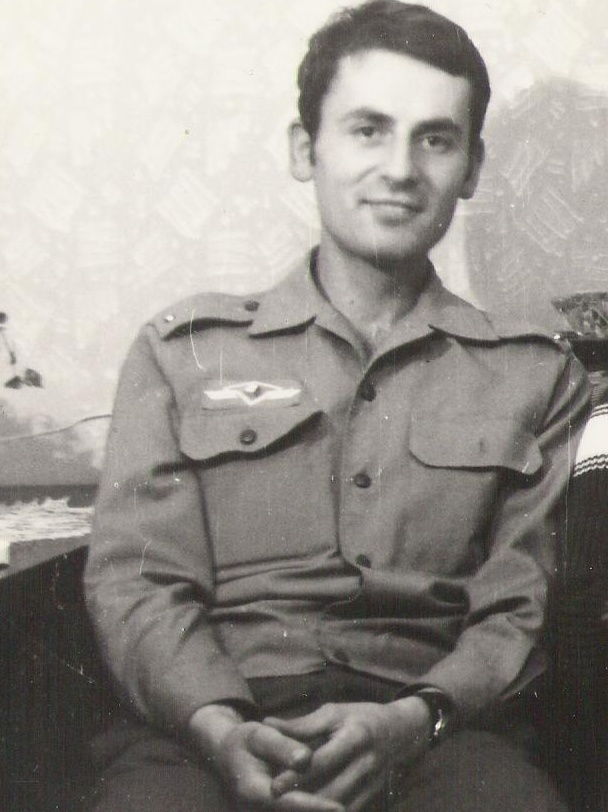
Vojtěch Cikrle w czasie odbywania zasadniczej służby wojskowej

Vojtěch Cikrle (ur. 20 sierpnia 1946 w Bosonohy, obecnie część Brna) – biskup brneński w latach 1990–2022.
Pochodził z rodziny prześladowanej przez komunistów. Z tego powodu zdobył zawód odlewnika. Maturę zdał w szkole dla pracujących w Brnie. Pracował jako robotnik. W latach 1969–1971 pełnił zasadniczą służbę wojskową. W 1971 został przyjęty na studia na Fakultecie Teologicznym w Litomierzycach. 27 czerwca 1976 został wyświęcony na księdza w katedrze w Brnie.
W latach 1976–1982 był duszpasterzem w Jaroměřicach nad Rokytnou, Jihlavie, Znojmie, Slavkovie u Brna, Velkich Němčicach i Starovicach. W latach 1982–1990 był prefektem, a następnie rektorem seminarium w Litomierzycach.
14 lutego 1990 został mianowany biskupem brneńskim. Święcenia biskupie przyjął 31 marca 1990. W Czeskiej Konferencji Biskupów odpowiada za duszpasterstwo rodzinne i formację księży.
26 maja 2022 papież Franciszek przyjął jego rezygnację z funkcji biskupa brneńskiego.